# Julien Fisera
Julien Fišera (né en 1978) est un metteur en scène et dramaturge français.

## Biographie
Directeur de la compagnie Espace Commun, ses spectacles sont salués par la critique qui voit dans le travail de l'artiste le « lieu de découvertes d'écritures contemporaines autant que d'explorations scéniques ». Attaché aux auteurs vivants il cherche avant tout à faire "entendre une voix : celle de l'écrivain." . Son travail de metteur en scène est également mis en avant : "mise en scène magistrale", "travail d'orfèvre", Le Monde qualifie Dans le cerveau de Maurice Ravel de "spectacle épatant". Julien Fisera est à l'origine en 2013 de la création mondiale de la pièce Belgrade d'Angélica Liddell. Il travaille aussi à l'opéra et propose en 2015 pour le Festival d'Aix-en-Provence la création Be With Me Now.

## Œuvres

### Metteur en scène
(juillet 2021).
- 2004 : Titus Tartare d'Albert Ostermaier, Festival Frictions / Théâtre en mai, Dijon
- 2006 : Face au mur de Martin Crimp, Théâtre Dijon Bourgogne
- 2008 : Syndromes d'un autre temps, Mains d'oeuvres
- 2009 : Histoires d'ordre et de désordres, Arts in Marrakech / Marrakech Biennale, Marrakech
- 2011 : Le Funambule de Jean Genet, Théâtre Paris-Villette
- 2013 : Belgrade d'Angélica Liddell, Comédie de Saint-Etienne
- 2013 : Dom Juan de Molière, Théâtre d'Art de Moscou
- 2015 : Eau sauvage de Valérie Mréjen, Comédie de Béthune
- 2015 : Be With Me Now, Festival d'Aix en Provence
- 2016 : Opération Blackbird, inspiré de l'oeuvre des Beatles, Comédie de Béthune
- 2017 : La Grande Montée de Cheveu, Théâtre Nanterre-Amandiers
- 2018 : Un dieu un animal de Jérôme Ferrari, Atelier du Plateau, Paris puis en 2021 au Théâtre du Train Bleu à Avignon
- 2020 : Raconter la ville, commandes de pièces à Valérie Mréjen, Samuel Gallet, Philippe Minyana, Mariette Navarro, Jacques Albert, Kaoutar Harchi, Théâtre Dunois
- 2021 : Dans le cerveau de Maurice Ravel de Julien Fisera et Vladislav Galard, La Pop, Paris puis en 2025 au Théâtre Silvia-Monfort à Paris
- 2021: L'Enfant que j'ai connu d'Alice Zeniter, Théâtre Dunois et Théâtre de la Ville, Paris
- 2023: Un conte d'automne, inspiré de l'univers de Catharina Valckx, Théâtre de Corbeil-Essonnes, Théâtre Dunois et Théâtre de la Ville, Paris
- 2024: Paco, ça déménage ! de Julien Fisera d'après l'oeuvre de Magali Le Huche, Opéra national de Nancy Lorraine, Nancy

### Auteur
- 2008 : B.Mania
- 2014 : Opération Blackbird
- 2021 : Dans le cerveau de Maurice Ravel

### Adaptations
- 2004 : Le Chemin de Damas d'August Strindberg, mise en scène Robert Cantarella, Théâtre national de la Colline
- 2015: Eau Sauvage de Valérie Mréjen
- 2017 : Un dieu un animal de Jérôme Ferrari
- 2023: Un conte d'automne, inspiré de l'univers de Catharina Valckx
- 2024: Paco, ça déménage !, d'après l'oeuvre de Magali Le Huche